# Étain (mythologie celtique)
Pour les articles homonymes, voir Étain (homonymie).
Étaín, également orthographiée Éadaoin, Aideen, Édain, Eddin, Achtan ou Jédin, est une figure majeure de la mythologie irlandaise et du cycle historique irlandais, à la fois humaine et surnaturelle. Elle est d'abord une aes sidhe dont le dieu Midir tombe amoureux et subit la colère de Fuamnach qui la transforme. Après une renaissance sous forme humaine, elle devient l'épouse du ard ri Érenn Eochaid Feidlech qui se confronte au dieu Midir puis aux Tuatha Dé Danann lorsque ce dernier la récupère. 
Elle est l’héroïne du Tochmarc Étaíne (en) (« La Courtise d’Étaín »). Elle apparait également dans le Fled Bricrenn (en) (« Festin de Bricriu ») et le Lebor Gabála Érenn. Symbole ambivalent de souveraineté, elle incarne à la fois le pouvoir légitime et les dangers inhérents à celui-ci.
Elle est généralement confondue avec de nombreuses autres figures de la mythologie celtique irlandaise portant son nom ou une variante.

## Nom et étymologie
Le nom Étaín se trouve sous de nombreuses variantes orthographiques : Éadaoin, Aideen, Édain, Eddin, Achtan ou Jédin. Il dérive du diminutif du vieil irlandais ét (« passion, jalousie »). Elle est parfois connue sous l'épithète Echraide (« cavalière »), suggérant des liens avec des divinités et des figures équestres telles que la Rhiannon et Epona. Dans Tochmarc, Étaíne Midir la nomme Bé Find (Femme Belle). Cependant, le poème intégré au texte, « A Bé Find in ragha lium », peut être une composition plus ancienne et sans rapport qui a été ajoutée à l'histoire plus tard.

## Mythologie

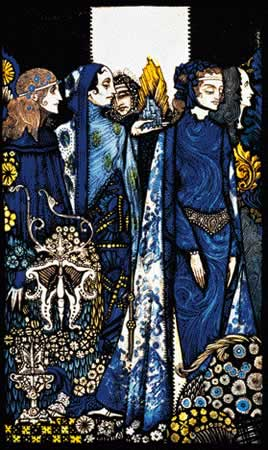
Etain, Helen, Maeve et Fand

### Dans leTochmarc Étaine
Le Tochmarc Étaíne (en) (VIIe siècle) se divise en deux grandes parties du cycle mythologique irlandais, un ensemble de récits décrivant les interactions entre les humains et les Tuatha Dé Danann. La première partie relate l’amour du dieu Midir pour la mortelle Étaín, fille d'Ailill of Echraidhe, un roi Milésien,. Sa femme, Fuamnach, folle de jalousie, transforme Étaín en étang, puis en ver et enfin en mouche grâce à sa magie. Fuamnach projette la mouche en produisant un vent puissant et celle-ci atterit sept ans plus tard au palais d'Oengus qui parvient à la reconnaître et tente d'avertir Midir. Mais un nouveau vent puissant la propulse hors de l'autre monde (en). Après un long exil errant, la mouche est avalée par une femme humaine, la femme d'un champion de Conchobar Mac Nessa, qui donne miraculeusement naissance à une nouvelle Étaín, plus d’un millénaire plus tard,.
Dans cette seconde vie, Étaín, considérée comme la plus belle femme d'Irlande, est choisie comme épouse par Eochaid Airem, le ard ri Érenn. Son frère Ailill Angubae (en) tombe à son tour amoureux d’Étaín et tente de la séduire en faisant semblant d'être malade et ayant besoin de soins. Il prétend que seul l'amour peut le sauver et elle accepte de le rencontrer sur une colline. Cependant, c'est un autre personnage qui la retrouve sous l'apparence d'Ailill, il s'agit de Midir qui l'a reconnu et cherche à la reconquérir. Cependant, une fois sur la colline, Étain se refuse à lui,. 
Afin de la récupérer, Midir met au défi Eochaid Airem à une série de parties de fidchell (en) (jeu de stratégie celtique comparable aux échecs). L'orgueil pousse Eochaid à miser la main de sa femme et Midir remporte le défi. Il obtient le droit d'embrasser Étain et, le faisant, lui restitue l'ensemble de sa mémoire passée, les transformant en cygnes s'envolant loin du royaume d'Irlande. Cependant, avant de rejoindre l'autre monde, elle est déjà enceinte d'Eochaid et accouche d'une fille,. Eochaid, désespéré, mène une guerre contre les Tuatha Dé Danann, mais est trompé par Midir qui transforme 50 filles, dont la fille d'Étain, en leur donnant son apparence. Il le met au défi de trouver sa femme. Le choix d'Eochaid s'arrête, malgré lui, sur sa propre fille, Étain Óg, avec qui il continue sa vie sans en avoir connaissance,.

### Dans leTogail bruidne Da Derga
Le Togail bruidne Da Derga (« La Destruction de la maison de Da Derga ») donne une version différente et représente Étain sous les traits de la fille divine d'Étar. Elle est d'abord l'amante d'Eochaid Feidlech, le frère d'Eochaid Airem, et lui donne pour fille Étain Óg. Cette seconde Étain se marie avec Cormac d'Ulster et a pour fille Mess Búachalla (en) qui épouse Eochaid Airem. Le fils de cette union, Conaire Mór, devient roi d’Irlande.
Dans une autre version, Étain et Eochaid Airem ont pour fille Ésa qui a pour fille Mess Buachalla. Étain est également désignée comme la femme de Cormac Cond Longas dans certaines versions généalogiques.

## Origine et symbolisme
Les récits de Tochmarc Étaíne et de Togail bruidne Da Derga explorent les limites du pouvoir humain face aux forces surnaturelles. Étaín y apparaît comme un symbole de la souveraineté insaisissable : bien que désirée et honorée, elle finit toujours par échapper aux hommes qui cherchent à la posséder. Ces récits suggèrent que même les rois justes, comme Eochaid et Conaire, sont impuissants face aux dynamiques plus anciennes et mystérieuses de l’autre monde (en).
Dans la mythologie irlandaise, la souveraineté est traditionnellement représentée comme une entité féminine, tandis que le pouvoir royal est exercé par des hommes. Le roi ne peut accéder pleinement à son autorité qu’en s’unissant à une femme qui incarne cette souveraineté. Étaín illustre parfaitement ce schéma : belle, désirée, mais aussi source de perte et de chaos, elle représente une souveraineté aussi puissante que dangereuse.
La complexité du récit et des différentes renaissances d'Étain, ainsi que la relation incestueuse entre sa fille Étain Og et Eochaid Feidlech, symbolisent les notions de commencement des temps et de la création d'un monde et d'une civilisation.

## Confusions mythologiques
Il existe une douzaine d'autres Étain dans la mythologie irlandaise telles que la femme d'Ogmios et fille de Diancecht, Achtan inion Olc Acha (en) (Achtan s'orthographiant Étain) qui est la mère de Cormac mac Art Ó Melaghlain, l'aes sidhe qui épouse Éogan Mór ou encore une autre aes sidhe surnommée Étain aux Beaux Cheveux (Fholtfhild) qui meurt de chagrin après le décès de son mari mortel,. Les nombreuses figures portant l'un des noms ou une variante orthographique du nom d'Étain provoquent de fréquentes confusions dans la lecture du récit mythologique irlandaise, d'autant plus que celles-ci évoquent également des concepts communs tels que la réincarnation, la métamorphose et la fausse identité. Toutefois, la figure mythologique la plus connue portant ce nom est celle présentée dans cet article.
Il est probable que chacune des différentes figures mythologiques soient connectées à une source mythologique commune et primaire, probablement une déesse du soleil ou une déesse équine telle que les déesses Épona, Rhiannon ou encore Macha,. 

## Culture populaire
Étain est mise en valeur dans les poèmes de William Butler Yeats, puis la pièce de théâtre The Immortal Hour (1907) de William Sharp, qui sert de base au développement de l'opéra de Rutland Boughton en 1914.